# Wearing the Inside Out
«Wearing the Inside Out» — песня Pink Floyd 1994 года с альбома The Division Bell. Совместная работа Ричарда Райта и Энтони Мура, это единственная песня на альбоме, где в числе авторов не значится Дэвид Гилмор.
Песня имела рабочее название «Evrika». Два видеоролика группы, работающей над этой демо-версией, можно увидеть на DVD/BD, включенных в подарочное издание Endless River deluxe edition и как часть подарочного издания iTunes.
Это первый случай, когда Ричард Райт исполнил соло-вокал в песне со времен «Time» и «Us and Them» на альбоме группы 1973 года «The Dark Side of the Moon». В интервью 1994 года, которое Рик дал ведущему In the Studio Redbeard для американской премьеры альбома, Рик рассказал, что он записал вокал c первого дубля.
По словам басиста и бывшего участника гастролей Гая Пратта, песня возникла из идеи, которая пришла ему в голову: басовый рифф с привлечением гармоник.
Эта песня никогда не исполнялась Pink Floyd вживую, хотя она была исполнена во время тура Дэвида Гилмора «On an Island Tour» 2006 года и появилась на DVD «Remember That Night» и на бонус-диске подарочной версии Live in Gdańsk. В этой версии Гай Пратт начинает с вышеупомянутого басового риффа.

## Участники записи
- Ричард Райт — ведущий вокал, синтезатор, орган Хаммонда, фортепиано
- Дэвид Гилмор — гитара, бэк-вокал
- Ник Мейсон — барабаны, бубен

Приглашённые музыканты:
- Гай Пратт — бас-гитара
- Дик Пэрри — тенор-саксофон
- Сэм Браун — бэк-вокал
- Дурга Макбрум — бэк-вокал
- Кэрол Кеньон — бэк-вокал
- Джеки Шеридан — бэк-вокал
- Ребекка Ли-Уайт — бэк-вокал